# Wiesława Jadwiga Łysiak-Szydłowska
Wiesława Jadwiga Łysiak-Szydłowska (ur. 9 lutego 1940 w Jabłonnie) – polska biochemiczka, prof. dr hab.

## Życiorys
Urodziła się 9 lutego 1940 roku. W 1964 ukończyła studia. Między 1963 a 1974 rokiem pełniła rolę asystenta Zakładu Biochemii Klinicznej na Akademii Medycznej w Gdańsku. W 1971 roku została doktorem, habilitowała się w 1984 roku. Od 1974 do 1989 roku była adiunktem na Akademii Medycznej w Gdańsku. Następnie do 1991 roku pełniła na tym wydziale funkcję docenta. W 1992 roku została docentem w Samodzielnej Pracowni Diagnostyki Laboratoryjnej (przekształconej później na Zakład Żywienia Klinicznego i Diagnostyki Laboratoryjnej) tegoż uniwersytetu. Funkcję pełniła do 1998 roku. Od 1994 do 1996 roku pełniła rolę prodziekana Wydziału Lekarskiego Akademii Medycznej w Gdańsku. Od roku 1992 do 1998 pełniła rolę profesora nadzwyczajnego, została mianowana na stopień profesora w 1998 roku. Jako profesor pracowała na Katedrze Żywienia Klinicznego Uniwersytetu Gdańskiego oraz w Powiślańskiej Szkole Wyższej. Od 2011 roku jest dziekanem Wydziału Nauk o Zdrowiu w Powiślańskiej Szkole Wyższej. Pełniła funkcję członka zarządu Polskiego Towarzystwa Żywienia Pozajelitowego, Dojelitowego i Metabolizmu.
Specjalizuje się w biochemii klinicznej i żywieniu człowieka. Zbadała m.in. funkcję l-karnityny w tak zwanym mechanizmie pośrednim. Prowadziła badania nad karnityną i jej działaniem na organizm człowieka, skutkami jej niedoborów i możliwościach suplementacji. Badała zaburzenia wynikające z błędów żywieniowych. Jest autorką około 120 publikacji. Oprócz prac oryginalnych i poglądowych jest również autorką rozdziałów podręczników.

## Odznaczenia
- Złoty Krzyż Zasługi nadany w 1996 roku[1]